# Acanthermia guttata
Acanthermia guttata är en fjärilsart som beskrevs av William Schaus 1933. Acanthermia guttata ingår i släktet Acanthermia och familjen nattflyn. Inga underarter finns listade i Catalogue of Life.